# Hermann Siegfried

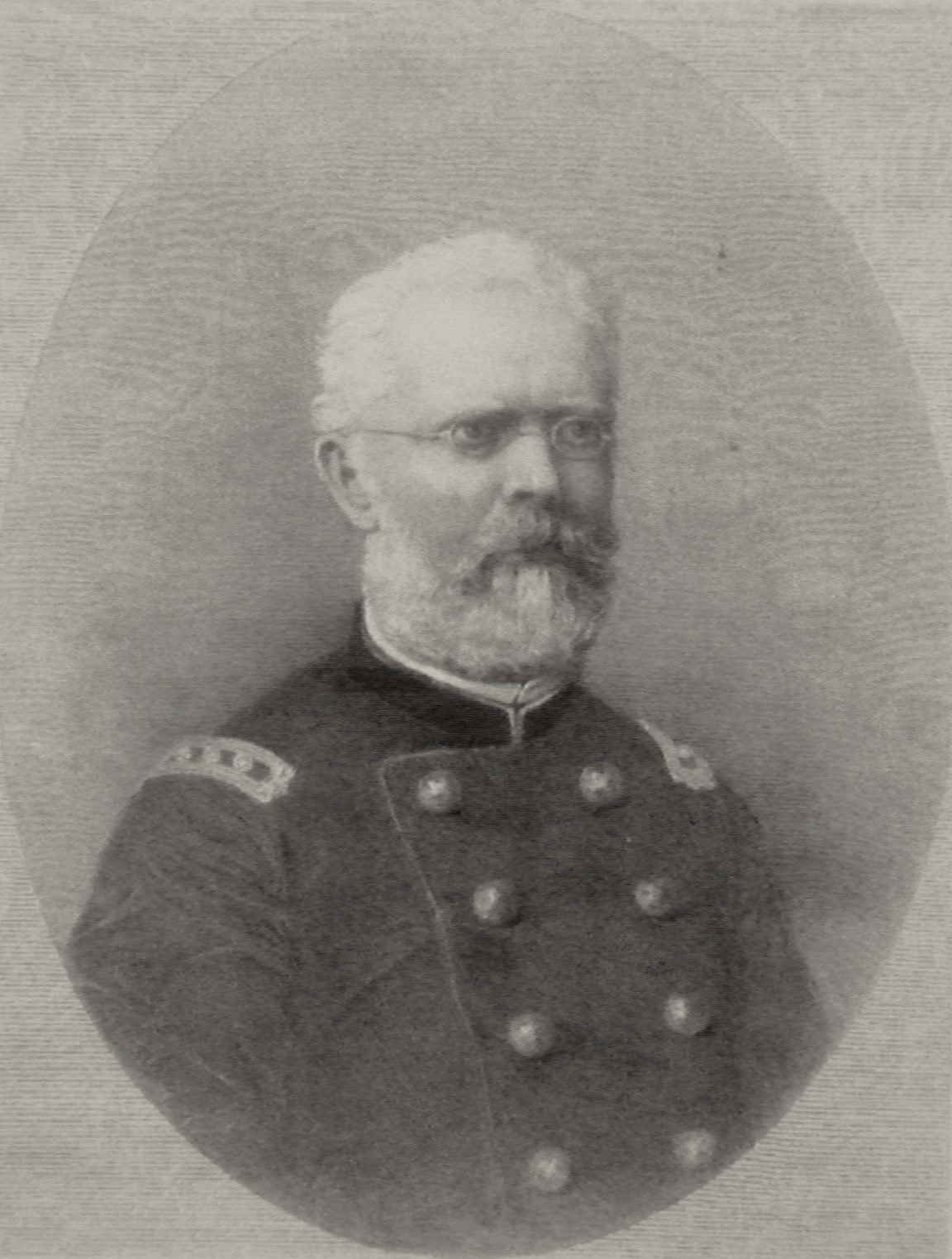
Hermann Siegfried

Hermann Siegfried (* 14. Februar 1819 in Zofingen; † 5. Dezember 1879 in Bern) war ein Schweizer Topograph, Kartograph und Generalstabschef der Schweizer Armee im Range eines Obersten.

## Biografie
Siegfried lebte ab seinem vierten Altersjahr in der Armenerziehungsanstalt im Schloss Beuggen, wo er von seinem Onkel mütterlicherseits erzogen wurde. Nachdem er ein Privatinstitut in Riehen absolviert hatte, liess er sich in Karlsruhe zum Primarlehrer ausbilden. Ab 1841 studierte er Naturwissenschaften und Mathematik an der Universität Genf.
In Zusammenarbeit mit Guillaume-Henri Dufour, in dessen Büro er seit 1844 beschäftigt war, erstellte Siegfried in den Jahren 1846 bis 1862 die Dufourkarte. 1847 nahm er als Soldat und Korporal am Sonderbundskrieg teil. Es folgte eine erfolgreiche militärische Karriere (1848 Unterleutnant, 1853 Hauptmann, 1859 Instruktionsoffizier im Generalstab, 1863 Oberstleutnant). Ab 1855 hielt er am neu gegründeten Eidgenössischen Polytechnikum (heute ETH Zürich) Vorlesungen über Ballistik und Befestigungen. Von 1875 bis zu seinem Tod war er Generalstabschef.

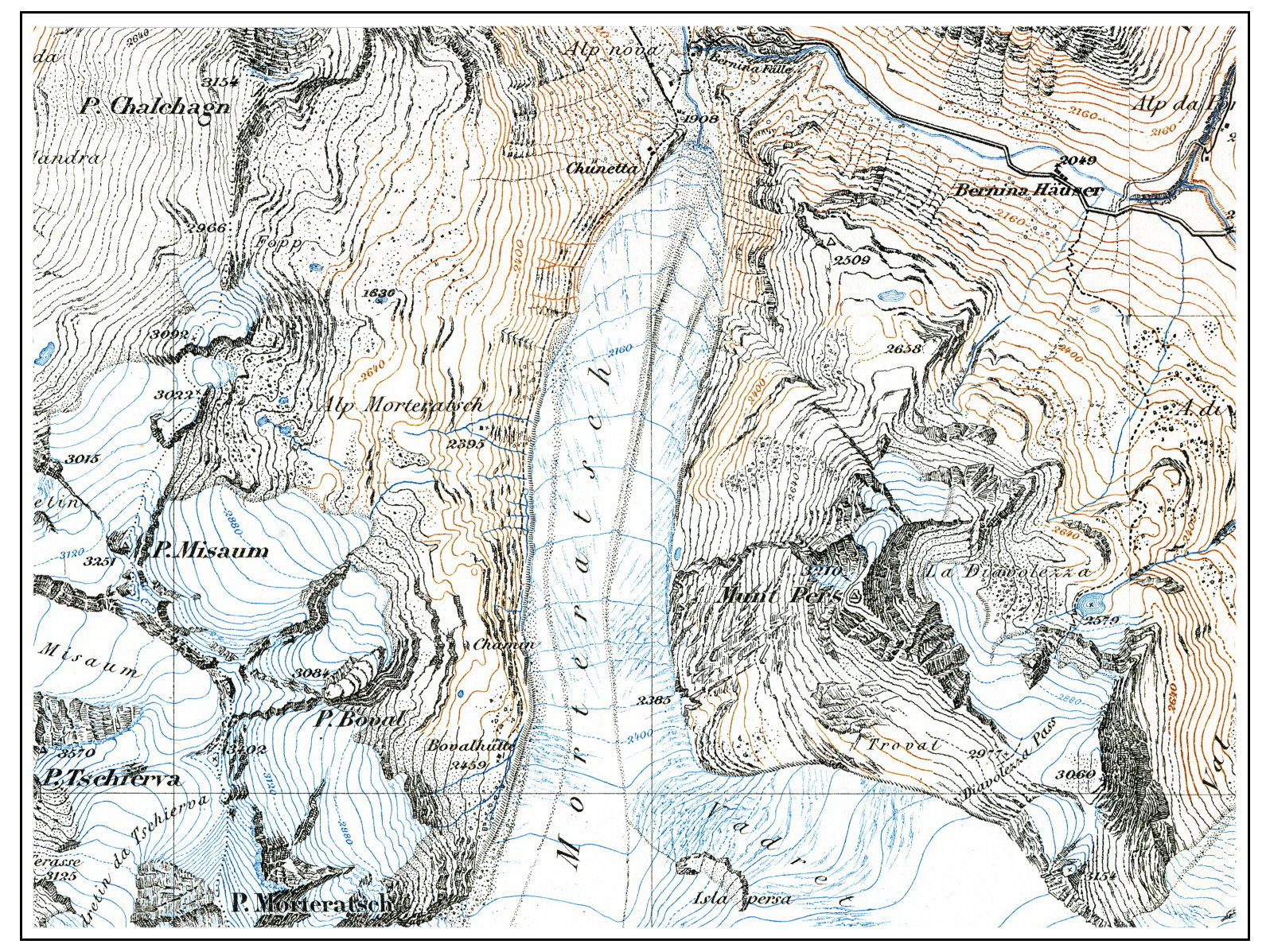
Beispiel aus dem «Siegfriedatlas»: Morteratschgletscher (1875)

1865 wurde Siegfried als Nachfolger Dufours Chef des Eidgenössischen Topographischen Bureaus. Dort erarbeitete er auf der Grundlage zweier neuer Gesetze von 1868 («Bundesgesetz betreffend die Publikation der topographischen Aufnahmen» und «Bundesgesetz betreffend die Fortsetzung der topographischen Aufnahmen») die zweite amtliche Gesamtkarte der Schweiz, den Topographischen Atlas der Schweiz (auch «Siegfriedatlas» genannt). Ab 1870 erschienen die Einzelkarten im Massstab 1:50'000 für die Gebirgsblätter und im Massstab 1:25'000 für die Kartenblätter im Jura und im Mittelland. Als Grundlage dienten die Aufnahmeblätter des Dufouratlas (publiziert ab 1845), die revidiert oder neu aufgenommen wurden.